# Lophostropheus
Lophostropheus is een geslacht van vleesetende theropode dinosauriërs dat tijdens het Late Trias of Vroege Jura leefde in het huidige Frankrijk. De enige benoemde soort is Lophostropheus airelensis.

## Vondst en naamgeving
In 1959 vond Claude Pareyn in de steengroeve van Airel ten zuidoosten van het schiereiland van Cotentin in Normandië, een fragmentarisch skelet van een theropode. Het werd in 1960 in de wetenschappelijke literatuur vermeld.
In 1966 werd het skelet beschreven door Claude Larsonneur en Albert-Félix de Lapparent en voorlopig toegewezen aan het geslacht Halticosaurus, zonder een soort te benoemen, als een Halticosaurus sp. 
In 1993 werd de vondst door Gilles Cuny en Peter Malcolm Galton aan het andere geslacht Liliensternus toegewezen en benoemd als de nieuwe soort Liliensternus airelensis; de soortaanduiding verwijst naar de Moon-Airelformatie die precies op de grens van het Trias en de Jura ligt. Het holotype bevindt zich in de verzameling van de Universiteit van Caen maar heeft geen inventarisnummer. Het bestaat uit een tand, een gedeelte van de wervelkolom waaronder vijf halswervels, twee ruggenwervels, vier sacrale wervels en drieëntwintig staartwervels) en het bekken. Het bleek dat in 1966 een aantal staartwervels ten onrechte als ruggenwervels waren beschreven. Bekken, heiligbeen, twee achterste ruggenwervels en de voorste staartwervel liggen in verband.
Deze soort kreeg in 2007 door Martin Ezcurra en Cuny een nieuw eigen geslacht toegewezen toen een analyse uitwees dat de vorm nauwer verwant was aan Coelophysidae als Coelophysis dan aan Liliensternus liliensterni. De geslachtsnaam betekent: "met gekamde wervels" van uit het Oudgrieks λόφη, lophè, "kam" en στροφεύς, stropheus, "op de scharnieren betrekking hebbend", een verwijzing naar de opvallende richels op de bovenzijden en onderzijden van de halswervels.

## Beschrijving
Lophostropheus was een kleine roofsauriër. Het holotype, ongeveer drie meter lang, zou een jong dier kunnen zijn en de volwassen lengte is daarom onzeker.
In 2007 werd een aantal onderscheidende kenmerken vastgesteld. Het betreft autapomorfieën, unieke afgeleide eigenschappen, althans ten opzichte van basale theropoden. De halswervels achter de draaier hebben een slechts matig bol voorste gewrichtsfacet, net als bij de Averostra. De laatste ruggenwervel heeft een grote ovale uitholling op de zijkant, net als bij Herrerasaurus. De laatste ruggenwervel heeft een hoge hyposfeen, secundair achterste gewrichtsuitsteeksel. De voorste staartwervels hebben op het voorste gewrichtsfacet het begin van een uitholling, net als bij de Averostra. De staartwervels houden door de reeks heen een constante lengteproportie net als bij Dilophosaurus. Het darmbeen heeft boven de "antitrochanter" een verticale richel.
Lophostropheus heeft een lange nek waarbij de halswervels driemaal langer zijn dan vooraan hoog.

## Fylogenie
Lophostropheus werd door de auteurs van de analyse nu gezien als meer bepaaldelijk behorend tot de Coelophysoidea, een zustergroep van de klade Averostra. 